# アーンスト・アレキサンダーソン
アーンスト・フレデリック・ワーナー・アレキサンダーソン（Ernst Frederick Werner Alexanderson、1878年1月25日 - 1975年5月14日）は、スウェーデン系アメリカ人の電気工学者であり、ラジオやテレビ開発の先駆者の1人である。スウェーデンのウプサラで生まれた。

## 経歴
ストックホルムのスウェーデン王立工科大学、ドイツはベルリンの Technische Hochschule で学んだ。1902年にアメリカ合衆国に移住し、以後ほぼ生涯に渡ってゼネラル・エレクトリック(GE)社に関わって働いた。Alexanderson alternator という超長波送信用高周波発電機を設計した。これにより音声ラジオ放送の実現が近づいた。可動状態で現存する唯一の送信機はスウェーデンのヴァールベリの無線局にある。真空管を使った電子式ラジオ技術以前の貴重な例であり、2004年にはUNESCOの世界遺産に加えられた。
彼が実際にGE社に雇われていたのは短期間であり、当時GEはカナダ生まれの研究者レジナルド・フェッセンデンから交流発電式送信機の発振周波数をより高くすることを依頼されていた。1906年夏、アレキサンダーソンは50kHzの発信機を開発し、ブラントロックにあるフェッセンデンの無線局にそれが設置された。秋には75kHzで500ワットの出力が得られるようになった。1906年のクリスマスイヴには、フェッセンデンが音楽と語りによる世界初のラジオ放送を行った。この放送はカリブ海でも受信できたという。
直流増幅器アンプリダインもアレキサンダーソンの発明である。
アレキサンダーソンはテレビの開発にも一役買っている。1927年に行われたアメリカでの最初のテレビ実験放送は、彼の自宅から行われた。アレキサンダーソンは生涯で345の特許を取得しており、最後の特許は1968年、89歳のときに出願したものであった。老いても発明家兼技術者として活発に働き、1950年代にはGEおよびRCAのコンサルタントを務めた。1975年に亡くなると、ニューヨーク州スケネクタディにある Vale Cemetery に埋葬された。

## 死後の評価
1983年、アレキサンダーソンは全米発明家殿堂入りを果たした。また、2002年にはコンシューマエレクトロニクスの殿堂にも選ばれた。

## 特許
- アメリカ合衆国特許第 1,008,577号 – High frequency alternator (100 kHz), 1909年4月出願、1911年11月発効
- アメリカ合衆国特許第 1,173,079号 – Selective Tuning System （高周波同調受信機）, 1913年10月出願、1916年2月発効
- アメリカ合衆国特許第 1,723,908号 – Ignition system, （RFI遮断装置）, 1926年6月出願、1929年8月発効
- アメリカ合衆国特許第 1,775,801号 – Radio signaling system （指向性アンテナ）, 1927年11月出願、1930年9月発効